# Bin, Harbin
Bin, tidigare känt som Pinhsien, är ett härad i södra Heilongjiang i nordöstra Kina, som ligger i utkanten av Harbin, ca 20 km söder om floden Songhua. Invånarantal är 551 271 (2010). 
Bin är ett kommersiellt centrum i en rik jordbruksbygd, bl.a. bekant med spannmålsodling. Även viss mindre, lätt industri förekommer. 